# 8 de março
8 de março é o 67.º dia do ano no calendário gregoriano (68.º em anos bissextos). Faltam 298 dias para acabar o ano.

## Eventos históricos

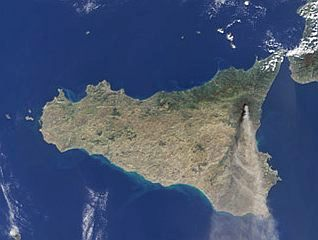
1669: O vulcão Etna na Sicília

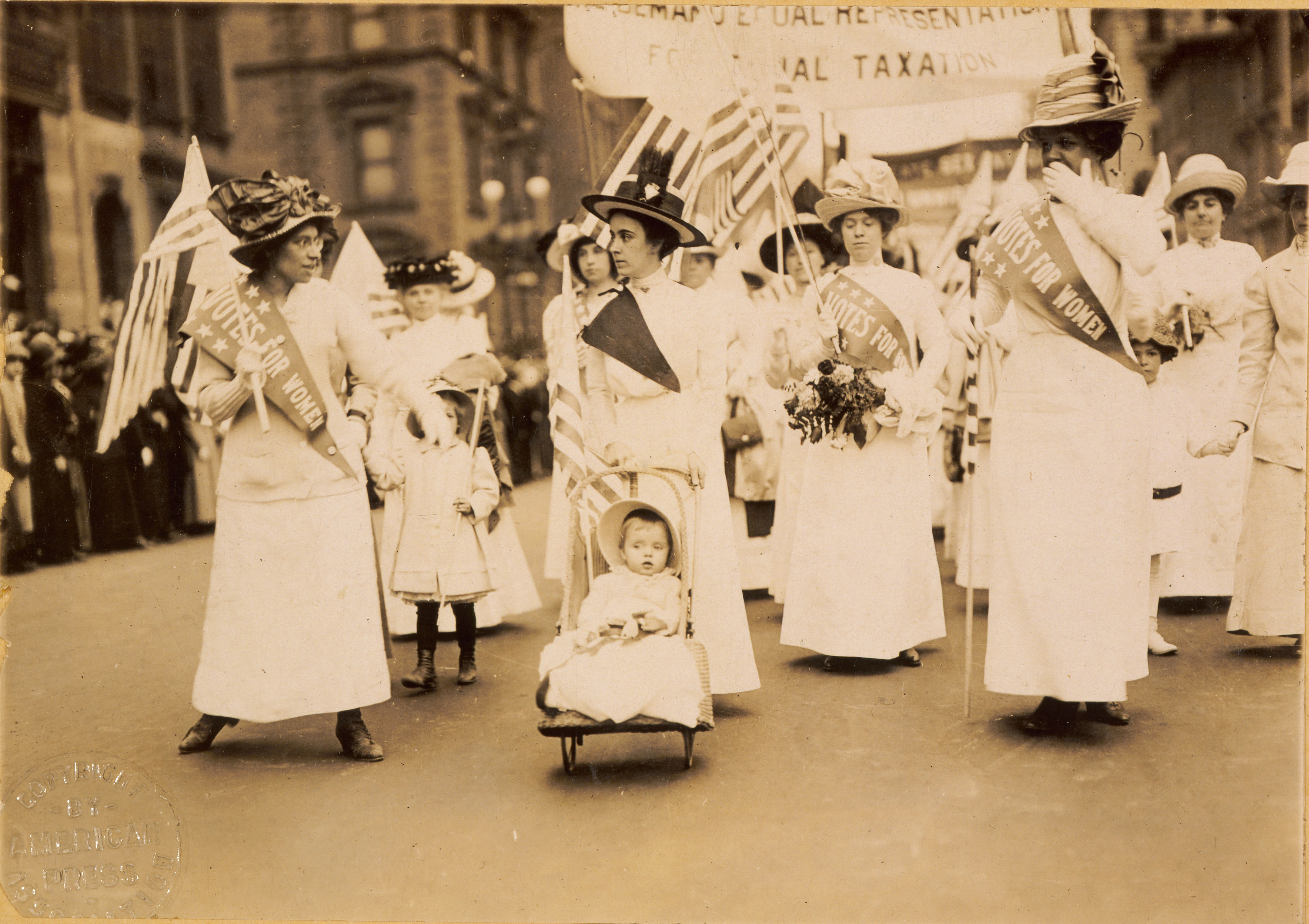
1911: Passeata pelo direito ao voto feminino em Nova Iorque

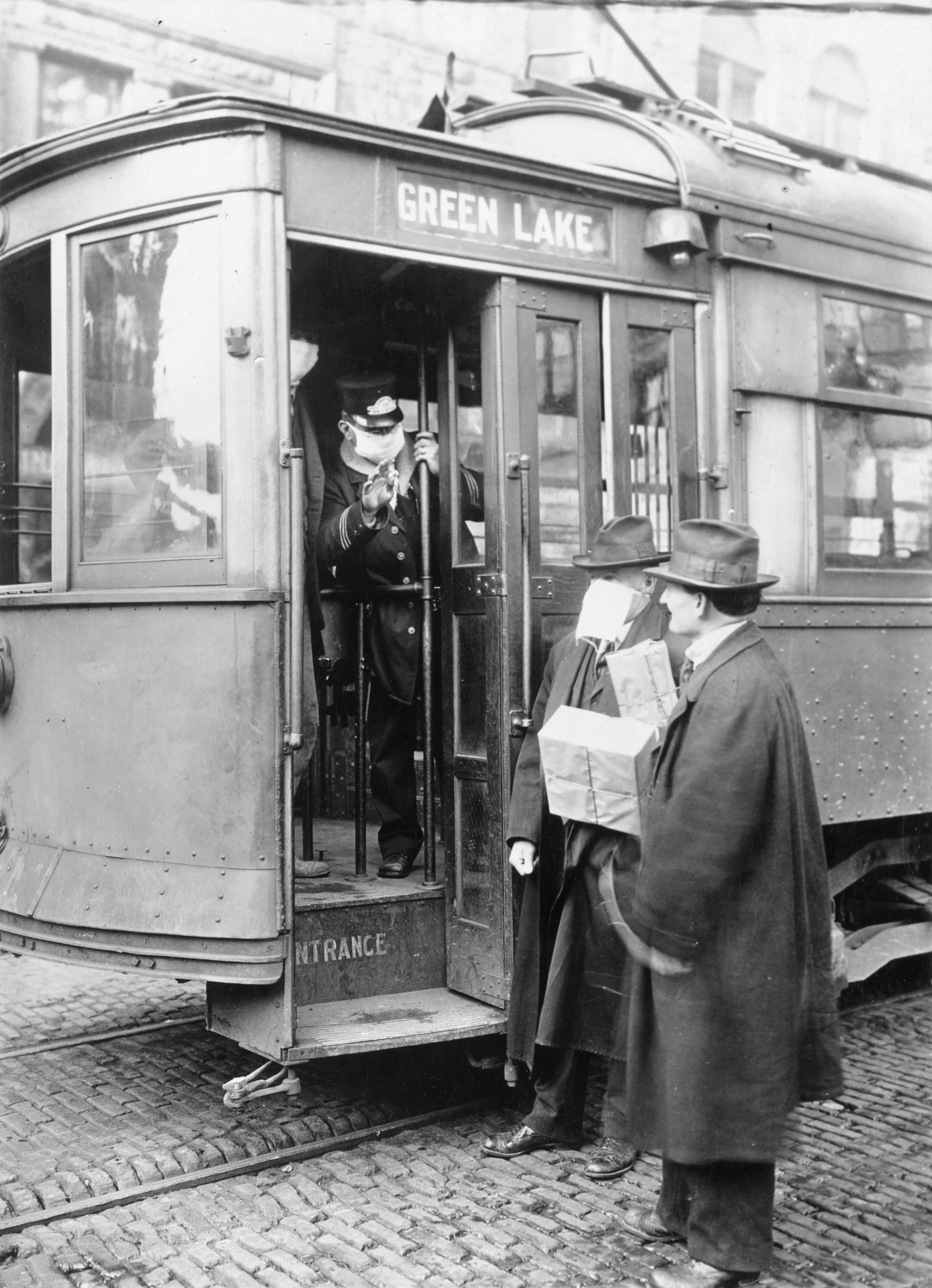
1918: Gripe espanhola: em Seattle passageiros não podem subir no bonde sem máscaras

- 1010 — Ferdusi conclui seu poema épico Épica dos Reis.
- 1126 — Afonso VII é proclamado rei de Castela e Leão, depois da morte de sua mãe Urraca.
- 1618 — Johannes Kepler formula a terceira lei do movimento planetário.
- 1649 — A Companhia Geral do Comércio do Brasil, uma empresa privada, de carácter monopolista, é criada sob o reinado de João IV de Portugal, no contexto da segunda das Invasões holandesas no Brasil.
- 1658 — Tratado de Roskilde: depois de uma derrota devastadora nas Guerras do Norte (1655–1661), Frederico III, rei da Dinamarca-Noruega é forçado a ceder quase metade do seu território à Suécia para salvaguardar o restante.
- 1669 — O vulcão Etna, que ainda hoje está ativo na Itália, causa a morte de mais de vinte mil pessoas. A erupção destruiu a cidade de Catânia.
- 1694 — É fundada a Casa da Moeda do Brasil pelos administradores coloniais portugueses em Salvador para a fabricação de moedas de ouro proveniente das minerações que então eram realizadas no Estado do Brasil.
- 1702 — Ana Stuart, irmã de Maria II, torna-se Rainha da Inglaterra, Escócia e Irlanda.
- 1722 — O Império Safávida do Irã é derrotado por um exército do Afeganistão na Batalha de Gulnabade, fazendo com que o Irã caísse em anarquia.
- 1736 — Nader Xá, fundador do Império Afexárida, é coroado Xá do Irã.
- 1808 — A família real portuguesa e a sua corte desembarcam no Rio de Janeiro, após deixarem Lisboa devido à invasão napoleônica.
- 1817 — É fundada a Bolsa de Valores de Nova Iorque.
- 1824 — Chega ao fim o Cerco de Montevidéu, localidade que era o último foco de resistência portuguesa à independência do Brasil em território brasileiro, marcando, de forma técnica, o fim da Guerra da Independência do Brasil.
- 1844 — O rei Óscar I sobe ao trono da Suécia e Noruega.
- 1862 — Guerra de Secessão: início da Batalha Naval de Hampton Roads.
- 1884 — Movimento Feminista: Luta pelo direito ao voto para as mulheres: a estadunidense Susan B. Anthony, perante os membros do Comitê de Justiça da Câmara dos Representantes de seu país, solicita que seja feita uma emenda à Constituição dos Estados Unidos que garanta às mulheres o direito ao voto.
- 1910 — A aviadora francesa Raymonde de Laroche torna-se a primeira mulher a receber uma licença de piloto.
- 1917 — Protestos do Dia Internacional da Mulher em São Petersburgo marcam o início da Revolução de Fevereiro (assim chamada porque era fevereiro no calendário juliano).
- 1918
  - Ocorre o primeiro caso de gripe espanhola, o começo de uma devastadora pandemia.
  - Guerra civil finlandesa: início da Batalha de Tampere entre as forças vermelha e branca.
- 1920
  - Fundação do Reino Árabe da Síria, o primeiro Estado árabe moderno a entrar em existência.
  - É nomeado em Portugal o 24.º governo republicano, chefiado pelo presidente do Ministério António Maria Baptista.
- 1921 — O presidente do governo espanhol, Eduardo Dato, é assassinado quando saía do edifício do parlamento em Madrid.
- 1930 — A Irmã Amália de Jesus Flagelado recebe a aparição de Nossa Senhora das Lágrimas em Campinas, no Brasil.
- 1936 — Circuito de Rua de Daytona Beach realiza sua primeira corrida de Stock Car no circuito em forma oval.
- 1937 — Guerra Civil Espanhola: início da Batalha de Guadalajara.
- 1942
  - Segunda Guerra Mundial: os neerlandeses rendem-se às forças japonesas na ilha de Java.
  - Segunda Guerra Mundial: Rangum na Birmânia é conquistada pelos japoneses.
- 1943 — Segunda Guerra Mundial: as tropas japonesas contra-atacam as forças dos Estados Unidos na "Colina 700" em Bougainville, Papua-Nova Guiné, numa batalha que duraria cinco dias.
- 1947 — Treze mil soldados do Exército da República da China desembarcam em Taiwan devido os Incidentes de 28 de fevereiro e dão início à repressão que mataria milhares de pessoas, incluindo muitos das elites. Isso dá origem ao movimento pela independência de Taiwan.
- 1950 — A União Soviética anuncia a existência de sua bomba atômica.
- 1957 — O Egito reabre o Canal de Suez após a Crise de Suez.
- 1963 — O Partido Baath chega ao poder na Síria através de um golpe de Estado comandado por alguns oficiais do Exército sírio que se autodenominam Conselho Nacional do Comando Revolucionário.
- 1965 — Guerra do Vietnã: 3 500 fuzileiros navais estado-unidenses chegam ao Vietnã do Sul, sendo as primeiras tropas de combate norte-americanas no Vietnã.
- 1966 — Guerra do Vietnã: A Austrália anuncia que irá aumentar substancialmente o número de suas tropas no Vietnã.
- 1971 — Guerra Colonial Portuguesa: A Acção Revolucionária Armada, vinculada ao Partido Comunista Português, ataca a Base Aérea de Tancos.
- 1974 — Inaugurado o Aeroporto de Paris-Charles de Gaulle, França.
- 1979
  - A Philips demonstra o disco compacto (em inglês compact disc, sigla: CD) publicamente pela primeira vez.
  - Imagens tiradas pela Voyager I provaram a existência de vulcões em Io, uma lua de Júpiter.[1]
- 1983 — O presidente dos Estados Unidos Ronald Reagan, quando discursava na Associação Nacional de Evangélicos de seu país, chama a União Soviética de "império do mal".
- 2000 — Os Correios do Brasil lançam um selo em homenagem às mulheres pioneiras da aviação no país: Anésia Pinheiro Machado, Teresa De Marzo e Ada Rogato.
- 2010 — Sismo de Elazığ de 2010, no centro-leste da Turquia, provoca pelo menos 57 mortos.
- 2014 — Voo Malaysia Airlines 370 desaparece na rota de Kuala Lumpur para Pequim. Acredita-se que a aeronave caiu no Oceano Índico, na costa da Austrália, com a perda de todas as 239 pessoas a bordo.
- 2017 — Janela Azul, um arco natural na ilha maltesa de Gozo, desmorona em meio a tempestades.

## Nascimentos

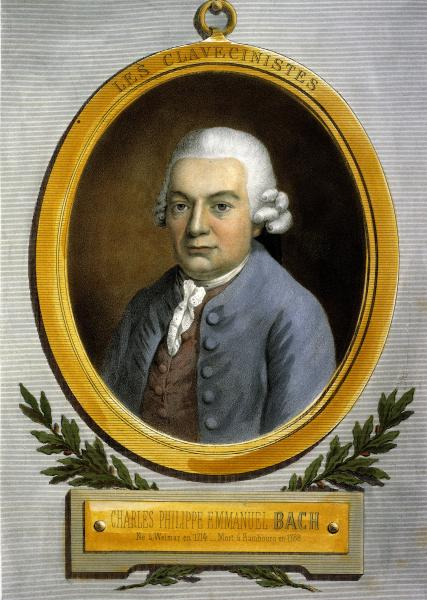
Carl Philipp Emanuel Bach

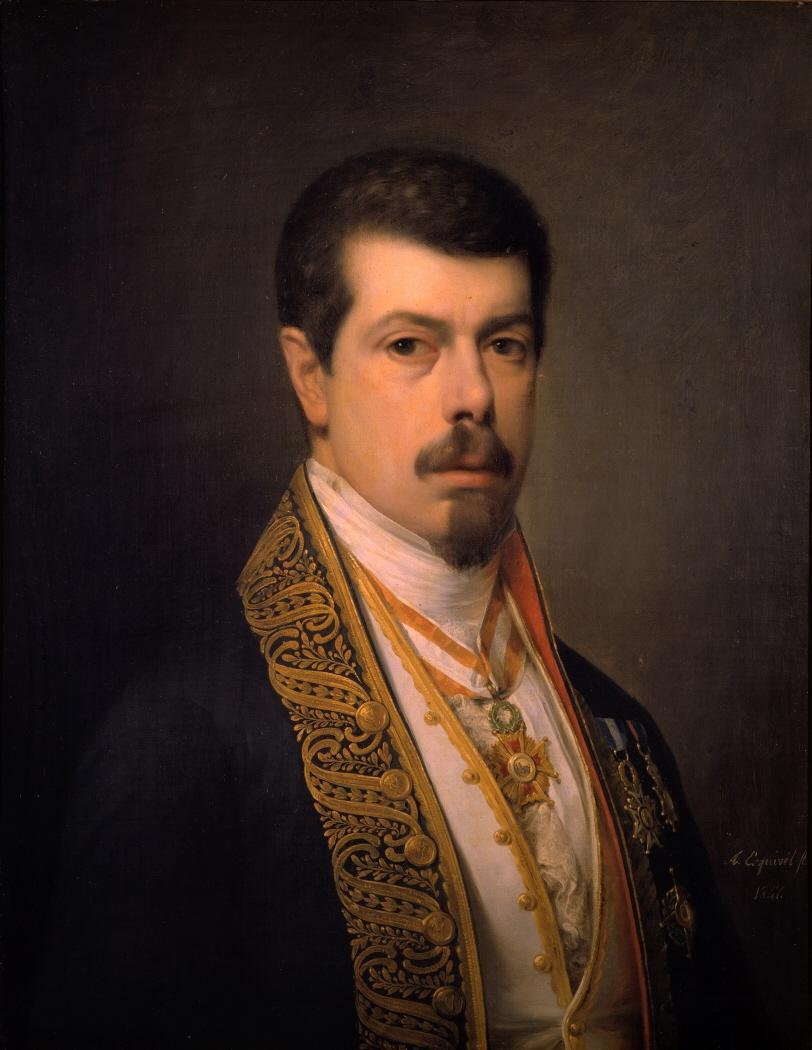
Antonio M. Esquivel

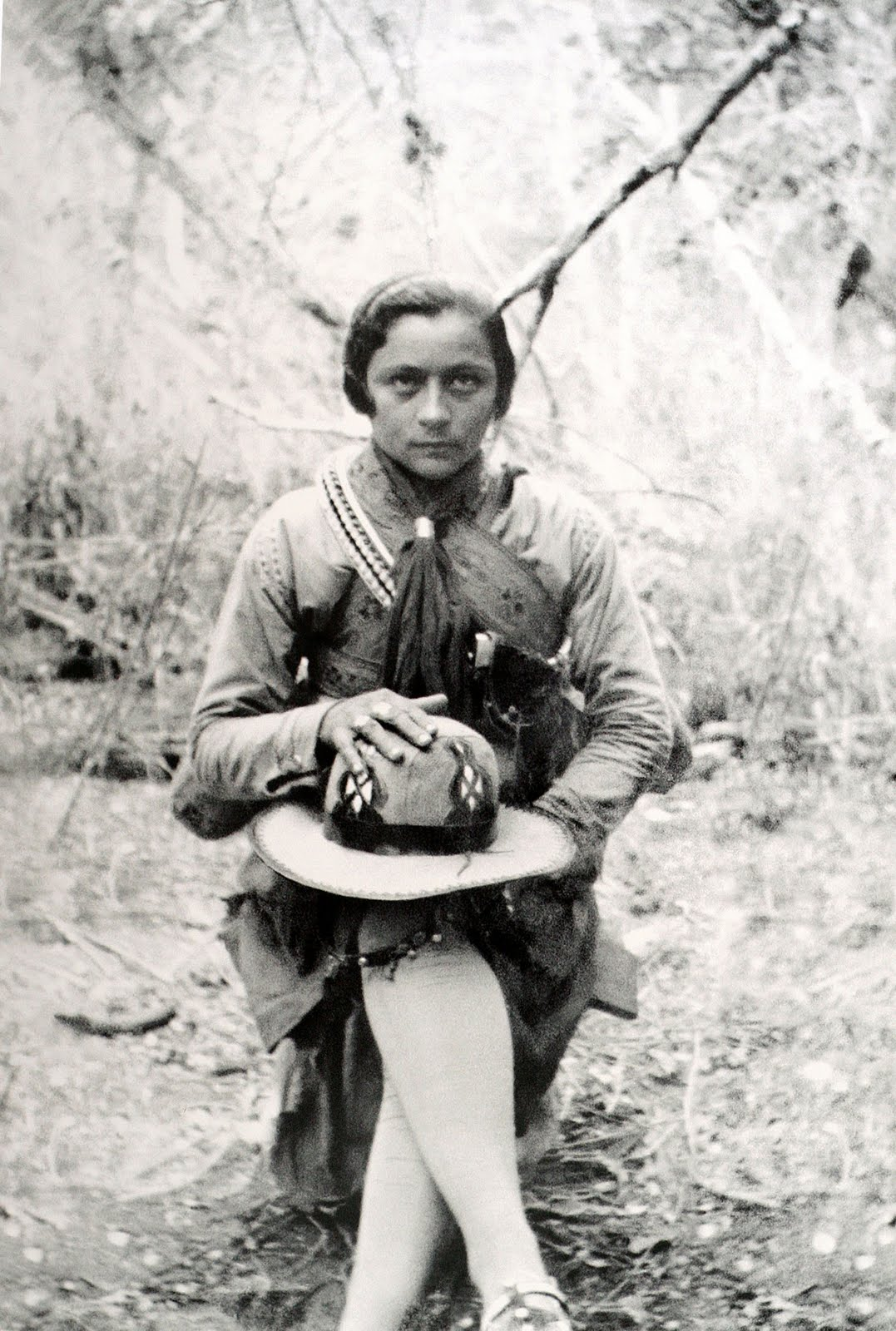
Maria Bonita

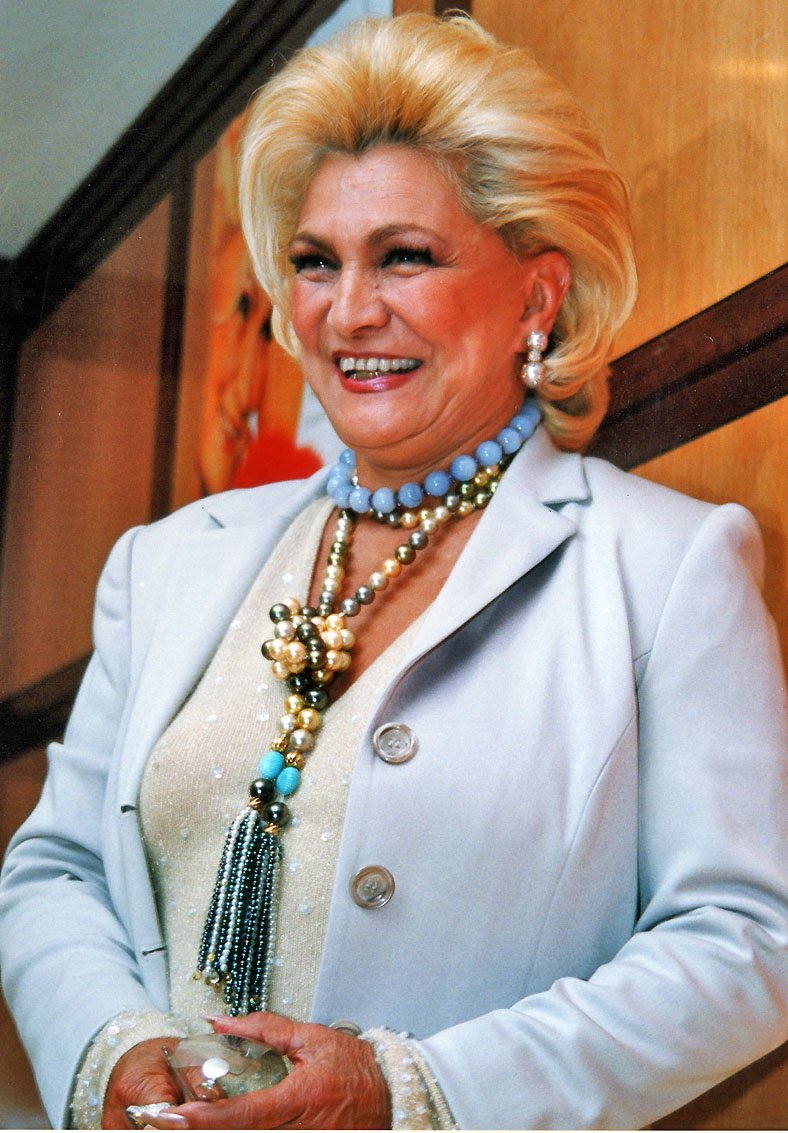
Hebe Camargo

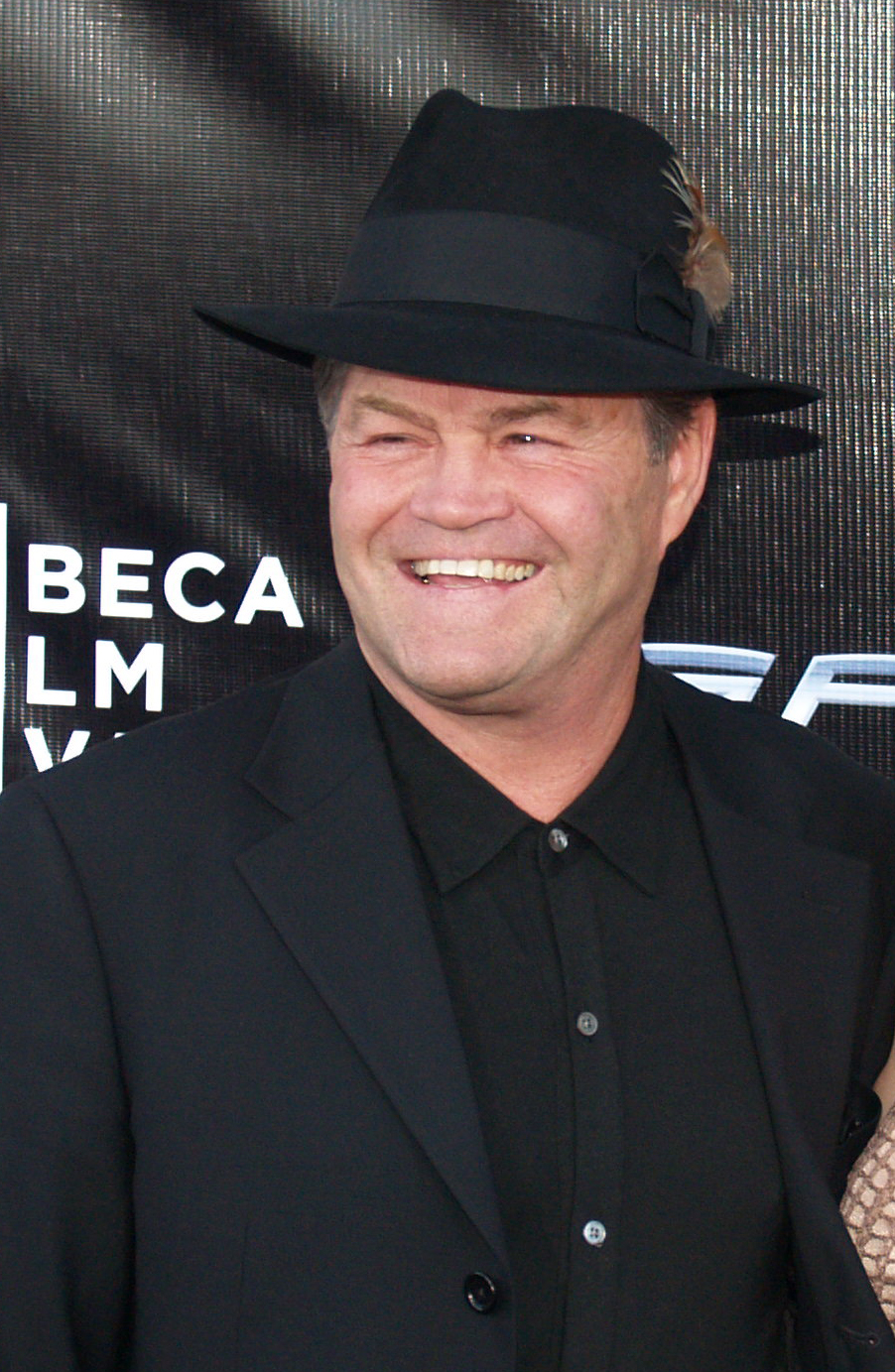
Micky Dolenz

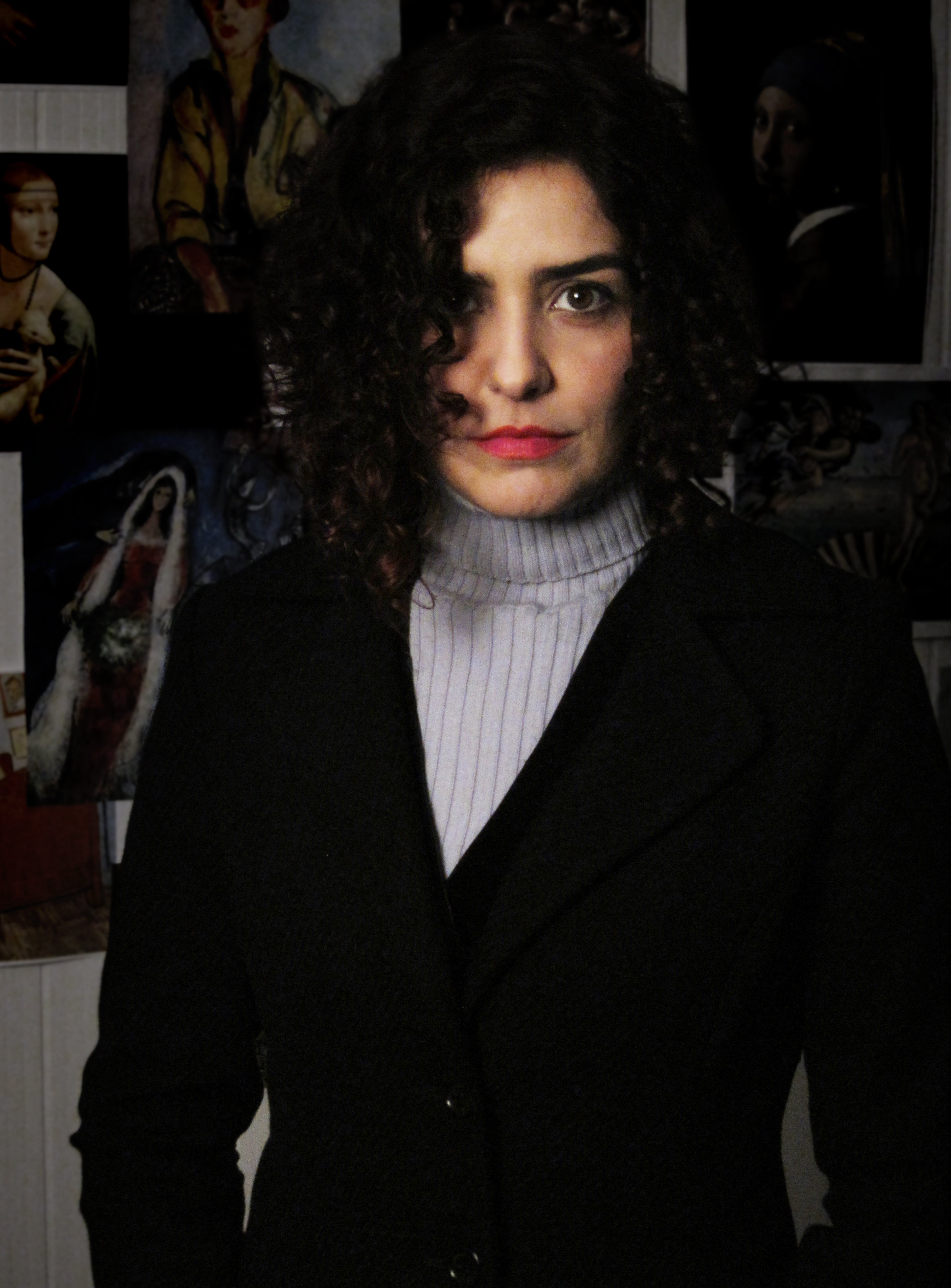
Letícia Sabatella

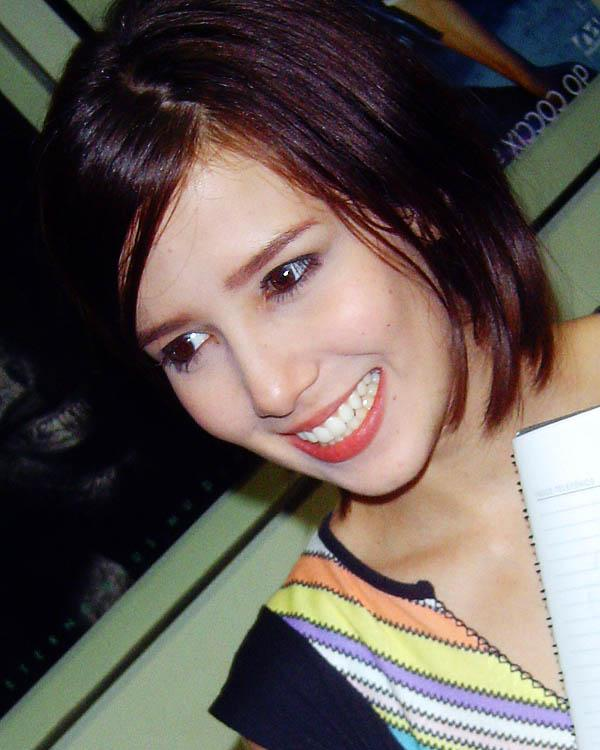
Marjorie Estiano

### Anteriores aoséculo XIX
- 1015 — Anawrahta, rei birmanês (m. 1078).
- 1293 — Beatriz de Castela, rainha de Portugal (m. 1359).
- 1495 — João de Deus, frade e santo português (m. 1550).
- 1518 — Sidônia da Saxônia, duquesa de Brunsvique-Luneburgo (m. 1575).
- 1566 — Carlo Gesualdo, compositor italiano (m. 1613).
- 1624 — Dinis Melo e Castro, militar e político português (m. 1709).
- 1679 — Carlota Amália de Hesse-Wanfried, princesa da Transilvânia (m. 1722).
- 1712 — John Fothergill, médico e botânico inglês (m. 1780)
- 1714 — Carl Philipp Emanuel Bach, pianista e compositor alemão (m. 1788).
- 1746 — André Michaux, botânico e explorador francês (m. 1802).
- 1748 — Guilherme V, Príncipe de Orange (m. 1806).
- 1753 — William Roscoe, escritor, historiador e botânico britânico (m. 1831).
- 1761 — Jan Potocki, etnólogo, egiptólogo, linguista e escritor polonês (m. 1815).
- 1783 — Hannah Van Buren, primeira-dama estado-unidense (m. 1819).
- 1788 — William Hamilton, filósofo britânico (m. 1856).
- 1789 — Miguel Barragán, militar e político mexicano (m. 1836).

### Século XIX
- 1804 — Alvan Clark, astrônomo e óptico americano (m. 1887).
- 1806
  - Antonio María Esquivel, pintor espanhol (m. 1857).
  - António José de Ávila, político português (m. 1881).
- 1815 — Jean-Delphin Alard, violinista e compositor francês (m. 1888).
- 1816 — Jean Cabanis, ornitólogo alemão (m. 1906).
- 1821 — Karl Werner, teólogo austríaco (m. 1888).
- 1822 — Charles Frédéric Girard, biólogo francês (m. 1895).
- 1825 — Jules Barbier, poeta francês (m. 1901).
- 1827
  - Wilhelm Bleek, linguista e antropólogo alemão (m. 1875).
  - Frederick Manson Bailey, botânico australiano (m. 1915).
- 1830 — João de Deus, poeta e educador português (m. 1896).
- 1831 — João Carlos de Brito Capelo, militar português (m. 1901).
- 1841 — Oliver Wendell Holmes, Jr., advogado e jurista estadunidense (m. 1935).
- 1847 — Carl von Bach, engenheiro alemão (m. 1931).
- 1854 — Gabriel Deville, teórico francês (m. 1940).
- 1855 — Karl Immanuel Eberhard Goebel, botânico alemão (m. 1932).
- 1856 — Colin Campbell Cooper, pintor e acadêmico americano (m. 1937).
- 1859 — Kenneth Grahame, escritor britânico (m. 1932).
- 1860 — Manuel dos Santos Lostada, político e poeta brasileiro (m. 1923).
- 1871 — Carl Kronacher, zoólogo alemão (m. 1938).
- 1873 — Manuel Ribas, político brasileiro (m. 1946).
- 1875 — Franco Alfano, compositor e pianista italiano (m. 1954).
- 1879 — Otto Hahn, químico e acadêmico alemão, ganhador do Prêmio Nobel (m. 1968).
- 1886 — Edward Calvin Kendall, químico e acadêmico americano, ganhador do Prêmio Nobel (m. 1972).
- 1892
  - Ayrton Plaisant, militar brasileiro (m. 1959).
  - Juana de Ibarbourou, poetisa e escritora uruguaia (m. 1979).
  - Mississippi John Hurt, músico estado-unidense (m. 1966).
- 1894 — Wäinö Aaltonen, pintor e escultor finlandês (m. 1966).
- 1895 — João Severiano da Câmara, político brasileiro (m. 1948).
- 1900
  - Howard Aiken, pioneiro da computação estadunidense (m. 1973).
  - Louise Beavers, atriz estadunidense (m. 1962).

### Século XX

#### 1901–1950
- 1904 — C. R. Boxer, historiador britânico (m. 2000).
- 1905 — Aleksandr Rodimtsev, militar russo (m. 1977).
- 1906 — Danton Jobim, jornalista, escritor e político brasileiro (m. 1978).
- 1907 — Konstantínos Georgios Karamanlís, advogado e político grego (m. 1998).
- 1910 — Claire Trevor, atriz estado-unidense (m. 2000).
- 1911 — Maria Bonita, cangaceira brasileira (m. 1938).
- 1912 — Preston Smith, empresário e político americano (m. 2003).
- 1914
  - Jakov Seldovich, físico e astrônomo russo-bielorrusso (m. 1987).
  - Afonsinho, futebolista brasileiro (m. 1997).
- 1915
  - Ruy Cinatti, poeta, antropólogo e botânico português (m. 1986).
  - Tapio Rautavaara, atleta, ator e cantor finlandês (m. 1979).
- 1916 — Yvon Petra, tenista francês (m. 1984).
- 1920
  - George Batchelor, matemático australiano (m. 2000).
  - Eva Dahlbeck, atriz sueca (m. 2008).
- 1921
  - Alan Hale Jr., ator americano (m. 1990).
  - Sergio Onofre Jarpa, político e diplomata chileno (m. 2020).
- 1922
  - Ralph Baer, designer de videogame teuto-americano (m. 2014).
  - Cyd Charisse, atriz e dançarina estado-unidense (m. 2008).
  - Shigeru Mizuki, escritor e ilustrador japonês (m. 2015).
- 1923 — Floriano Araújo Teixeira, artista brasileiro (m. 2000).
- 1924 — Addie L. Wyatt, ativista de direitos civis e líder trabalhista americano (m. 2012).
- 1925
  - Antônio de Ligne (m. 2005).
  - Bernard Budiansky, cientista estado-unidense (m. 1999).
- 1926 — Francisco Rabal, ator, diretor e roteirista espanhol (m. 2001).
- 1929
  - Hebe Camargo, apresentadora de televisão e cantora brasileira (m. 2012).
  - Henry Maksoud, engenheiro e empresário brasileiro (m. 2014).
- 1930 — Pyotr Bolotnikov, atleta soviético (m. 2013).
- 1931
  - Neil Postman, escritor e crítico social americano (m. 2003).
  - Ibrahim Biogradlić, futebolista e treinador de futebol bósnio (m. 2015).
- 1932
  - Sebastião Nery, escritor e político brasileiro (m. 2024).
  - Silvia Derbez, atriz mexicana (m. 2002).
  - Rodolfo Quezada Toruño, religioso guatemalteco (m. 2012).
  - João de Deus Barbosa de Jesus, escritor, jornalista e político brasileiro (m. 2002).
- 1934
  - Kurt Mahr, escritor alemão (m. 1993).
  - František Velecký, ator eslovaco (m. 2003).
- 1935
  - Geraldo Alves, ator e comediante brasileiro (m. 1993).
  - George Coleman, saxofonista, compositor e líder de banda americano.
- 1936 — David Cryer, ator, cantor e produtor estadunidense.
- 1937 — Juvénal Habyarimana, político e militar ruandês (m. 1994).
- 1938
  - Heitor Sché, político brasileiro.
  - Milan Galić, futebolista sérvio (m. 2014).
- 1939 — Robert Tear, tenor e maestro britânico (m. 2011).
- 1940 — Manfred Manglitz, ex-futebolista alemão.
- 1942
  - Dick Allen, jogador de beisebol e tenor americano (m. 2020).
  - Neusa Borges, atriz brasileira.
  - Ann Packer, atleta britânica.
- 1943 — Lynn Redgrave, atriz e cantora anglo-americana (m. 2010).
- 1944 — Keef Hartley, músico britânico (m. 2011).
- 1945
  - Micky Dolenz, cantor, compositor e ator americano.
  - Anselm Kiefer, pintor e escultor alemão.
  - Bruce Broughton, compositor estadunidense.
- 1946 — Tonicha, cantora portuguesa.
- 1947
  - Carole Bayer Sager, cantora, compositora e pintora americana.
  - Florentino Pérez, empresário e ex-político espanhol.
  - Francisco Mascarenhas, engenheiro português.
  - Michael Hart, escritor americano (m. 2011).
  - Peter Persidis, futebolista e treinador de futebol austríaco (m. 2009).
- 1948 — Mel Galley, cantor, compositor e guitarrista britânico (m. 2008).
- 1949
  - Antonello Venditti, cantor italiano.
  - Hugo Sotil, futebolista peruano (m. 2024).
  - Teófilo Cubillas, ex-futebolista peruano.
- 1950 — Stanisław Rydzoń, político polonês.

#### 1951–2000
- 1952 — George Allen, político estado-unidense.
- 1953
  - Jim Rice, ex-jogador, treinador de beisebol e comentarista esportivo americano.
  - William Silvio Modesto, futebolista brasileiro (m. 2008).
- 1954
  - Steve James, documentarista americano.
  - David Wilkie, ex-nadador cingalês-britânico (m. 2024).
  - Nanasipauʻu Tukuʻaho, rainha consorte tonganesa.
- 1955 — Batista, ex-futebolista brasileiro.
- 1956
  - David Malpass, economista e oficial do governo americano.
  - Szymon Stanisław Giżyński, político polonês.
  - John Kapelos, ator canadense.
  - Laurie Cunningham, futebolista britânico (m. 1989).
- 1957
  - Clive Burr, baterista britânico (m. 2013).
  - Teresa Ceglecka-Zielonka, política polonesa.
  - Cynthia Rothrock, atriz estado-unidense.
  - Zé Sérgio, ex-futebolista brasileiro.
- 1958 — Gary Numan, cantor, compositor, guitarrista e produtor britânico.
- 1959
  - Aidan Quinn, ator irlandês-americano.
  - Chaabane Merzekane, ex-futebolista e treinador de futebol argelino.
- 1960
  - Geraldo Pudim, político brasileiro.
  - Dora Pellegrino, atriz brasileira.
  - Jeffrey Eugenides, escritor estadunidense.
- 1961
  - Ângela Figueiredo, atriz brasileira.
  - Camryn Manheim, atriz estadunidense.
  - Peter Larsson, ex-futebolista e treinador de futebol sueco.
  - Kokhir Rasulzoda, político tajique, 8.° primeiro-ministro do Tajiquistão.
- 1962 — Tom Cavalcante, humorista e apresentador de televisão brasileiro.
- 1963
  - Júlio César da Silva, ex-futebolista brasileiro.
  - Robert Stanton, ator estado-unidense.
  - Juan Gilberto Funes, futebolista argentino (m. 1993).
- 1964
  - Tomasz Latos, político polonês.
  - Zbigniew Chlebowski, político polonês.
- 1965
  - Kenny Smith, ex-jogador de basquete e comentarista esportivo americano.
  - Fátima Lopes, estilista portuguesa.
  - Caio Júnior, futebolista e técnico de futebol brasileiro (m. 2016).
  - Satoru Akahori, escritor japonês de mangá.
  - Hamed Bakayoko, político marfinense (m. 2021).
  - Ferenc Csipes, ex-canoísta húngaro.
- 1966
  - Danilo Marcelino, ex-tenista brasileiro.
  - Zeferino Zeca Martins, arcebispo angolano.
- 1967 — John Harkes, ex-futebolista estado-unidense.
- 1968
  - Michael Bartels, automobilista alemão.
  - Sérgio Pinho Alves, advogado e político brasileiro.
- 1969
  - Juan de Dios Ramírez Perales, ex-futebolista mexicano.
  - Jorge Otero, ex-futebolista espanhol.
- 1970
  - Jason Elam, ex-jogador de futebol americano estado-unidense.
  - Meredith Scott Lynn, atriz estado-unidense.
  - Andrea Parker, atriz estado-unidense.
- 1971
  - Letícia Sabatella, atriz e cantora brasileira.
  - Kit Symons, ex-futebolista e treinador de futebol britânico.
- 1972
  - Constantin Gâlcă, ex-futebolista e treinador de futebol romeno.
  - Denis Lian, automobilista singapurense.
  - Jakob Sveistrup, cantor dinamarquês.
  - Andrey Melnichenko, empresário russo.
  - Matthew Nable, ator e ex-jogador australiano de rugby league.
- 1973
  - Anneke van Giersbergen, cantora neerlandesa.
  - Kurt Mollekens, automobilista belga.
- 1974
  - Kevin Pilkington, ex-futebolista britânico.
  - Leandro Lázzaro, ex-futebolista argentino.
- 1976
  - Cláudio Alexandre de Oliveira, ex-futebolista brasileiro.
  - Freddie Prinze Jr., ator, produtor e roteirista estado-unidense.
  - Paulo Sérgio, ex-futebolista português.
  - Daniel Xhafaj, ex-futebolista albanês.
  - Juan Encarnación, ex-jogador de beisebol dominicano.
- 1977
  - James Van Der Beek, ator estado-unidense.
  - Johann Vogel, ex-futebolista e treinador de futebol suíço.
  - Fjodor Xhafa, ex-futebolista albanês.
  - Ahmed Faris Al-Binali, ex-futebolista catariano.
  - Marlon Sandro, lutador brasileiro de artes marciais mistas.
  - Fernando Vicente, ex-tenista espanhol.
- 1978 — Anaílson Brito Noleto, ex-futebolista brasileiro.
- 1979
  - Tom Chaplin, cantor britânico.
  - Verónica Cuadrado, ex-handebolista espanhola.
  - Geoff Rickly, músico estado-unidense.
- 1980
  - Renata Dominguez, atriz brasileira.
  - Fabián Canobbio, ex-futebolista uruguaio.
  - Andrey Sidelnikov, ex-futebolista cazaque.
  - Mohammadou Idrissou, ex-futebolista camaronês.
- 1981
  - Michael Beauchamp, ex-futebolista australiano.
  - Oélilton Araújo dos Santos, ex-futebolista brasileiro.
  - Timo Boll, ex-mesa-tenista alemão.
  - Xu Yuanyuan, enxadrista chinesa.
- 1982
  - Marjorie Estiano, atriz e cantora brasileira.
  - Brett Evans, ex-futebolista sul-africano.
  - Angelo Tchen, futebolista taitiano.
  - Kat Von D, tatuadora estado-unidense.
- 1983
  - Poliana Okimoto, maratonista aquática brasileira.
  - André Santos, ex-futebolista brasileiro.
  - Cleyton, ex-futebolista brasileiro.
- 1984
  - Nora-Jane Noone, atriz irlandesa.
  - Saša Vujačić, basquetebolista esloveno.
  - Rio Mavuba, ex-futebolista francês.
  - Robinson Chalapud, ciclista colombiano.
  - Fernanda Andrade, atriz brasileira.
  - Rafik Djebbour, ex-futebolista argelino.
- 1986
  - Chris van der Drift, automobilista neozelandês.
  - Maria Borodakova, jogadora de voleibol russa.
  - Tsuguko de Takamado, princesa japonesa.
  - Lassad Nouioui, ex-futebolista tunisiano.
  - Aurélien Collin, ex-futebolista francês.
- 1987 — Bárbara Seixas, jogadora de vôlei de praia brasileira.
- 1988
  - Diego Biseswar, ex-futebolista neerlandês.
  - Souza, futebolista brasileiro.
  - Jahmir Hyka, ex-futebolista albanês.
  - Juan Carlos García, futebolista hondurenho (m. 2018).
  - Benny Blanco, compositor, produtor musical e multi-instrumentista norte-americano.
- 1989
  - Ander Iturraspe, ex-futebolista espanhol.
  - Radosav Petrović, futebolista sérvio.
- 1990
  - Kristinia DeBarge, cantora estado-unidense.
  - Bruno Collaço, futebolista brasileiro.
  - Petra Kvitová, tenista tcheca.
  - Dever Orgill, futebolista jamaicano.
  - Rémy Cabella, futebolista francês.
  - Asier Illarramendi, futebolista espanhol.
- 1991
  - Devon Werkheiser, ator estado-unidense.
  - Mika, futebolista português.
  - Alan Pulido, futebolista mexicano.
  - Miriam Bryant, cantora e compositora sueca.
  - Róbert Mak, futebolista eslovaco.
  - João Paulo Mior, futebolista brasileiro.
  - Jozabed, futebolista espanhol.
- 1992
  - Cedrick Mabwati, futebolista congolês.
  - Aleksandr Foliforov, ciclista russo.
  - Shohrat Soyunov, futebolista turcomeno.
- 1993 — Mike, futebolista brasileiro.
- 1994
  - Dylan Tombides, futebolista australiano (m. 2014).
  - Chris Philipps, futebolista luxemburguês.
- 1995
  - Keita Baldé Diao, futebolista senegalês.
  - Marciel Silva da Silva, futebolista brasileiro.
  - Isaiah Whitehead, jogador de basquete norte-americano.
- 1996
  - Way-Ar Sangngern, ator e modelo tailandês.
  - Destiny Wagner, modelo belizenha.
- 1997
  - Ewan Mitchell, ator britânico.
  - Tijana Bošković, jogadora de vôlei sérvia.
- 1998
  - Molly Sterling, cantora irlandesa.
  - Warut Chawalitrujiwong, ator, cantor e modelo tailandês.

### Século XXI
- 2003
  - Montana Jordan, ator estado-unidense.
  - Kaik Pereira, ator brasileiro.
  - Kaiki Bruno, futebolista brasileiro.
- 2004 — Kit Connor, ator britânico.
- 2006 — Warren Zaïre-Emery, futebolista francês.
- 2008 — Òscar Gistau, futebolista espanhol.

## Mortes

### Anteriores ao século XIX
- 1126 — Urraca I de Leão e Castela (n. 1082).
- 1137 — Adela da Normandia, condessa de Blois (n. 1067).
- 1144 — Papa Celestino II (n. 1085).
- 1279 — Adelaide I de Borgonha, condessa palatina de Borgonha (n. 1224).
- 1403 — Bajazeto I, sultão otomano (n. 1354).
- 1441 — Margarida de Borgonha, Duquesa da Baviera (n. 1374).
- 1466 — Francisco I Sforza, duque de Milão (n. 1401).
- 1550 — João de Deus, frade e santo português (n. 1495).
- 1619 — Veit Bach, padeiro e moleiro alemão (n. 1550).
- 1702 — Guilherme III da Inglaterra (n. 1650).
- 1712 — Luís, Duque de Bretanha (n. 1707).
- 1723 — Christopher Wren, arquiteto britânico (n. 1632).

### Século XIX
- 1829 — Benjamin Meggot Forster, naturalista britânico (n. 1764).
- 1837 — Domingos Sequeira, pintor português (n. 1768).
- 1844
  - Carlos XIV João da Suécia (n. 1763).
  - Pantaleón Boné militar espanhol (n. ?).
  - Joaquim Soares Coimbra, político brasileiro (n. 1780).
- 1848 — Isabella Caroline Campbell, Baronesa Cawdor (n. 1771).
- 1855 — William Poole, pugilista estado-unidense (n. 1821).
- 1866 — Antônio Manuel de Melo, militar e político brasileiro (n. 1802).
- 1869
  - Hector Berlioz, compositor, maestro e crítico francês (n. 1803).
  - José Inácio de Abreu e Lima, militar, político e escritor brasileiro (n. 1794).
  - Joaquim José Inácio, militar e nobre brasileiro (n. 1808).
- 1871 — André Diogo Martins dos Santos, jornalista português (n. ?).
- 1872 — Priscilla Susan Bury, botânica britânica (n. 1799).
- 1874 — Millard Fillmore, advogado e político americano (n. 1800).
- 1878 — Francisco Carlos da Áustria, nobre austríaco (n. 1802).
- 1887 — Henry Ward Beecher, pastor e ativista estado-unidense (n. 1813).
- 1888 — Josif Pančić, botânico e agrônomo sérvio (n. 1814).
- 1889 — John Ericsson, engenheiro sueco-americano (n. 1803).
- 1890 — Militão Pamplona Corte Real, militar português (n. ?).
- 1891 — Antonio Ciseri, pintor suíço (n. 1821).
- 1893 — José Augusto Homem de Noronha, político português (n. 1827).
- 1898 — Thomas Kirk, botânico britânico (n. 1828).

### Século XX
- 1901 — Luís José de Melo e Oliveira, nobre brasileiro (n. 1837).
- 1906 — Henry Baker Tristram, explorador e ornitólogo britânico (n. 1822).
- 1917 — Ferdinand von Zeppelin, general e empresário alemão (n. 1838).
- 1920 — Rafael Obligado, poeta argentino (n. 1851).
- 1921 — Eduardo Dato, político espanhol (n. 1856).
- 1922 — Henrique Schaumann, farmacêutico e político brasileiro (n. 1856).
- 1923
  - Johannes Diderik van der Waals, físico e acadêmico neerlandês, ganhador do Prêmio Nobel (n. 1837).
  - Krišjānis Barons, escritor e folclorista letão (n. 1835).
- 1926 — Floro Bartolomeu, médico e político brasileiro (n. 1876).
- 1927 — Manuel Gondra, jornalista e político paraguaio (n. 1871).
- 1928 — Generoso Marques dos Santos, político brasileiro (n. 1844).
- 1930
  - William Howard Taft, político americano (n. 1857).
  - Edward Terry Sanford, jurista e político americano (n. 1865).
- 1937 — Howie Morenz, jogador de hóquei no gelo canadense (n. 1902).
- 1939 — Henry Pellatt, financista e soldado canadense (n. 1859).
- 1941 — Sherwood Anderson, romancista e contista estado-unidense (n. 1876).
- 1942 — José Raúl Capablanca, enxadrista cubano (n. 1888).
- 1950 — Félix de Barros Cavalcanti de Lacerda, político brasileiro (n. 1880).
- 1955 — Clementina da Bélgica, princesa da Bélgica (n. 1872).
- 1957 — Othmar Schoeck, compositor e maestro suíço (n. 1886).
- 1961 — Thomas Beecham, maestro e compositor britânico (n. 1879).
- 1964 — Franz Alexander, médico e psicanalista húngaro (n. 1891).
- 1965
  - Aniceto dos Santos, militar e político português (n. 1895).
  - Tadd Dameron, pianista, arranjador e compositor estado-unidense (n. 1917).
- 1971 — Harold Lloyd, ator, diretor e produtor estado-unidense (n. 1893).
- 1973 — Ron McKernan, tecladista e compositor estado-unidense (n. 1945).
- 1974 — Martha Wentworth, atriz americana (n. 1889).
- 1975 — George Stevens, diretor, produtor e roteirista estado-unidense (n. 1904).
- 1976 — Alfons Rebane, militar estoniano (n. 1908).
- 1982 — Cristiano Stockler das Neves, arquiteto e político brasileiro (n. 1889).
- 1983 — William Walton, compositor e maestro britânico (n. 1902).
- 1985
  - Danilo Di Prete, pintor, ilustrador e cartazista brasileiro (n. 1911).
  - Victor Wolfgang von Hagen, explorador, antropólogo, historiador e arqueólogo estado-unidense (n. 1908).
- 1988 — Robert Minard Garrels, geoquímico estado-unidense (n. 1916).
- 1989 — Elisaveta Bykova, enxadrista russa (n. 1913).
- 1993 — Billy Eckstine, trompetista americano (n. 1914).
- 1995 — Ingo Schwichtenberg, músico alemão (n. 1965).
- 1996
  - Jack Churchill, coronel britânico (n. 1906).
  - Alfredo Vicente Scherer, cardeal brasileiro (n. 1903).
- 1998 — Ray Nitschke, jogador de futebol americano estado-unidense (n. 1936).
- 1999
  - Adolfo Bioy Casares, jornalista e escritor argentino (n. 1914).
  - Joe DiMaggio, jogador e treinador de beisebol americano (n. 1914).
  - António Campos, cineasta português (n. 1922).
- 2000 — Joe Mullaney, basquetebolista e treinador profissional estado-unidense (n. 1925).

### Século XXI
- 2001 — Luís Rocha, político brasileiro (n. 1937).
- 2002 — Justin Ahomadégbé-Tomêtin, político benino (n. 1917).
- 2003
  - Adam Faith, cantor britânico (n. 1940).
  - Karen Morley, atriz americana (n. 1909).
  - Elliott Jaques, médico canadense (n. 1917).
- 2005
  - Ahmos Zu-Bolton, poeta e roteirista estado-unidense (n. 1935).
  - César Lattes, físico e acadêmico brasileiro (n. 1924).
  - Aslan Maskhadov, comandante e político checheno (n. 1951).
- 2006 — Albert D. Schroeder, religioso estado-unidense (n. 1911).
- 2007
  - Frederick John Inman, ator britânico (n. 1935).
  - Pino Lancetti, estilista italiano (n. 1928).
- 2010 — Guy Lapébie, ciclista francês (n. 1916).
- 2011 — Mike Starr, músico estadunidense (n. 1966).
- 2012 — Simin Daneshvar, escritora e acadêmica iraniana (n. 1921).
- 2013 — Lourival Baptista, médico e político brasileiro (n. 1915).
- 2014 — William Guarnere, sargento americano (n. 1923).
- 2015
  - Inezita Barroso, cantora e apresentadora brasileira (n. 1925).
  - Sam Simon, diretor, produtor e roteirista norte-americano (n. 1955).
- 2016 — George Martin, compositor, regente e produtor britânico (n. 1926).
- 2019
  - Cedrick Hardman, jogador de futebol americano e ator estado-unidense (n. 1948).
  - Kelly Catlin, ciclista americana (n. 1995).
- 2020 — Max von Sydow, ator sueco (n. 1929).

## Feriados e eventos cíclicos
- Dia Internacional da Mulher

### Internacional
- Dia das Mães - Albânia, Rússia, Sérvia, Montenegro, Bulgária, Romênia

### Portugal
- Feriado em Montemor-o-Novo

### Cristianismo
- Félix de Dunwich
- João de Deus
- Manuel Míguez González
- Nossa Senhora das Lágrimas
- Pôncio de Cartago
- Senán mac Geirrcinn

## Outros calendários
- No calendário romano era o 8.º dia (VIII) antes dos idos de março.
- No calendário litúrgico tem a letra dominical D para o dia da semana.
- No calendário gregoriano a epacta do dia é xxiii.